# Hechos 13

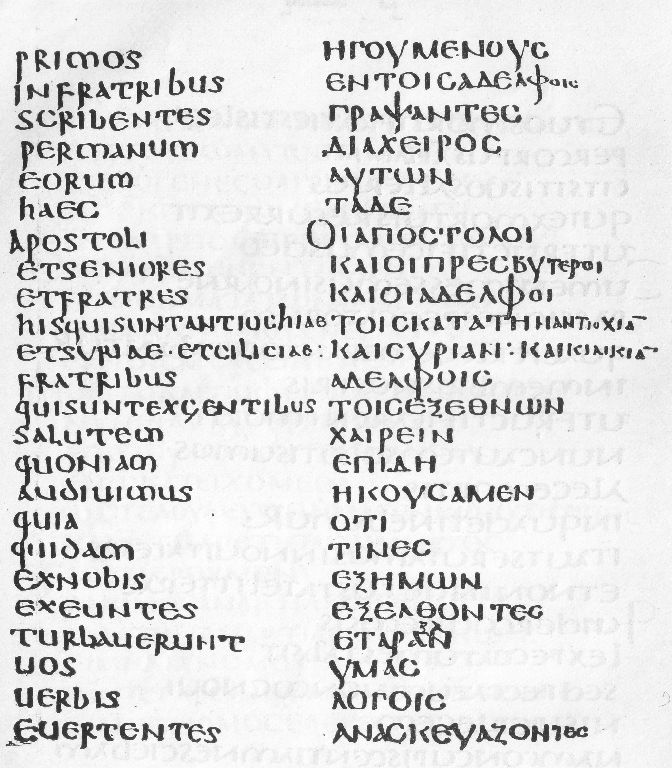
Hechos 15:22-24 en latín (columna izquierda) y griego (columna derecha) en el Codex Laudianus, escrito hacia el año 550 d.C.

Hechos 13 es el decimotercer capítulo de los Hechos de los Apóstoles del Nuevo Testamento de la  Biblia cristiana. En él se relata el primer viaje misionero de Pablo y Bernabé a Chipre y Pisidia. El autor del libro que contiene este capítulo es anónimo, pero la tradición cristiana primitiva afirmó uniformemente que Lucas compuso este libro, así como el Evangelio de Lucas. A partir de este momento, salvo el Concilio celebrado en Jerusalén (Hechos 15), la narración de Lucas se centra en Pablo, su ministerio y los acontecimientos de su vida.

## Texto
El texto original fue escrito en griego koiné. Este capítulo está dividido en 52 vversículos.

### Testigos textuales
Algunos manuscritos bíblicos tempranos que contienen el texto de este capítulo son:
- Codex Vaticanus (325-350 d. C.)
- Codex Sinaiticus (330-360)
- Codex Bezae (~400)
- Codex Alexandrinus (400-440)
- Codex Ephraemi Rescriptus (~450; existen los Versículos 2-52)
- Codex Laudianus (~550)

## La iglesia de Antioquía (versículos:1-3)

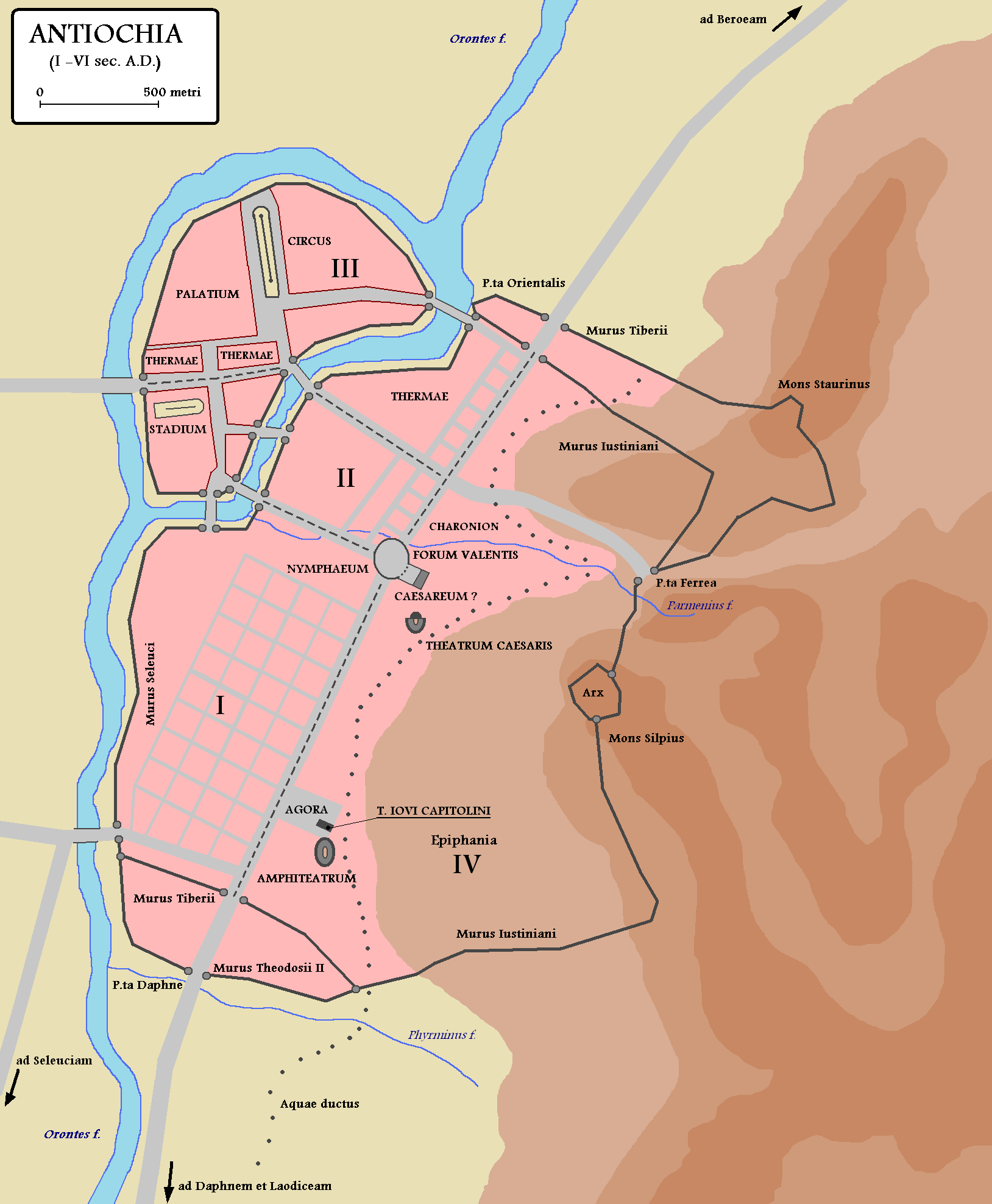
Mapa de Antiochia (Antioquía) en época romana y bizantina temprana

### Versículo 4

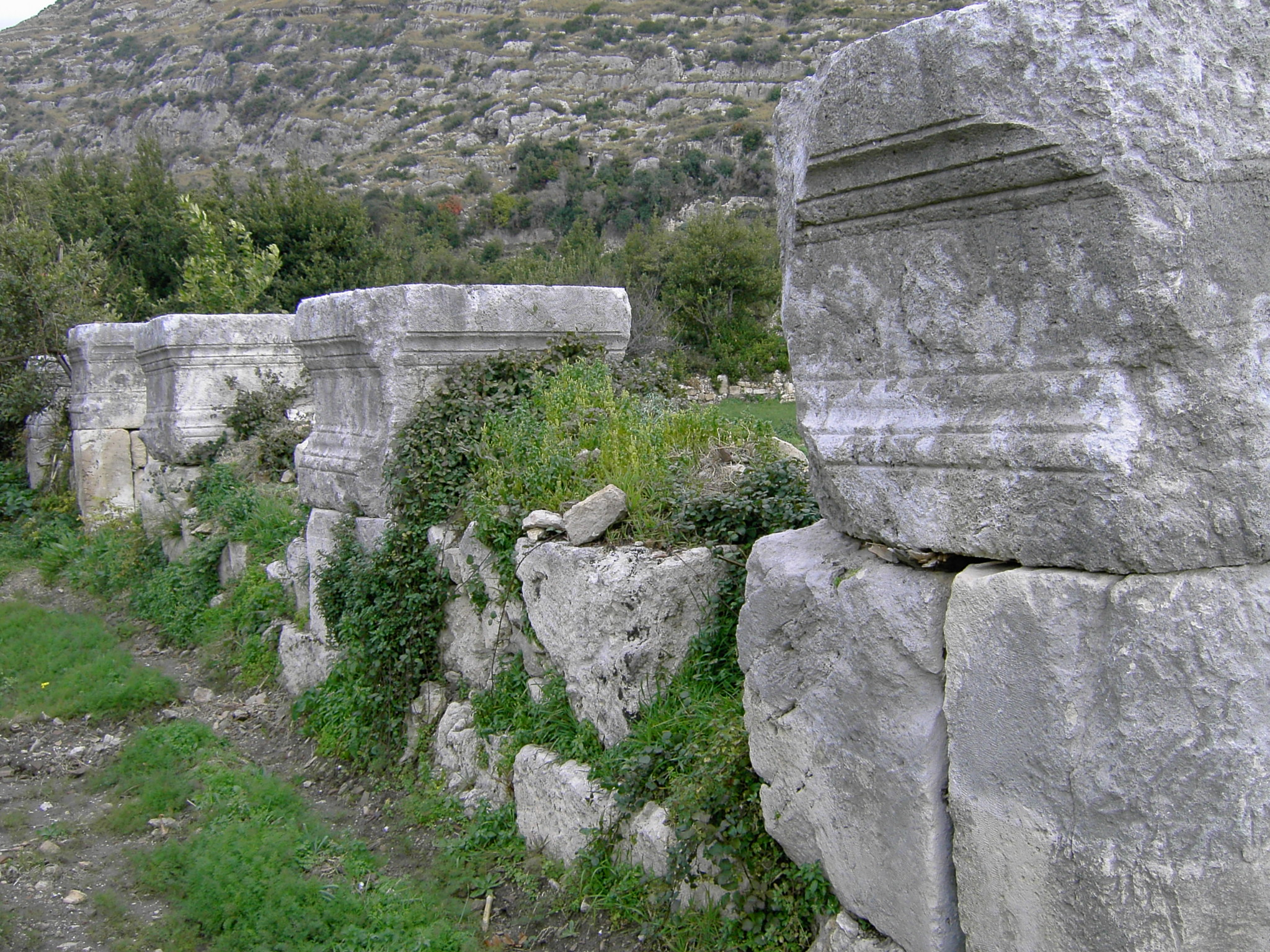
Posiblemente los zócalos de las columnas de la calle principal del puerto de Seleucia, donde Bernabé y Pablo comenzaron su viaje a Chipre.

## El gobernador y el gurú (versículos 6-12)

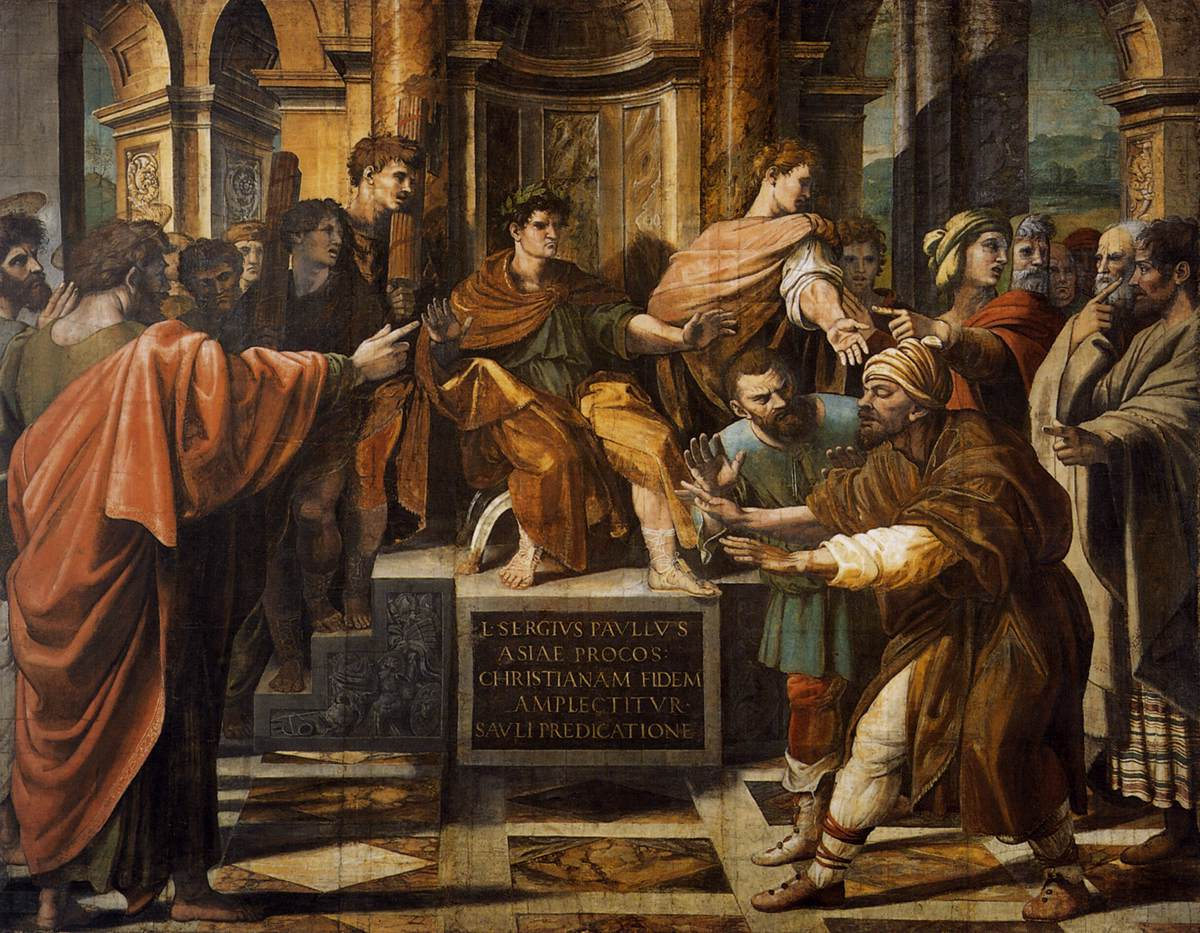
Elymas el hechicero es golpeado ciego ante Sergius Paulus'. Pintura de Rafael de los Dibujos animados de Rafael.

### Versículo 13

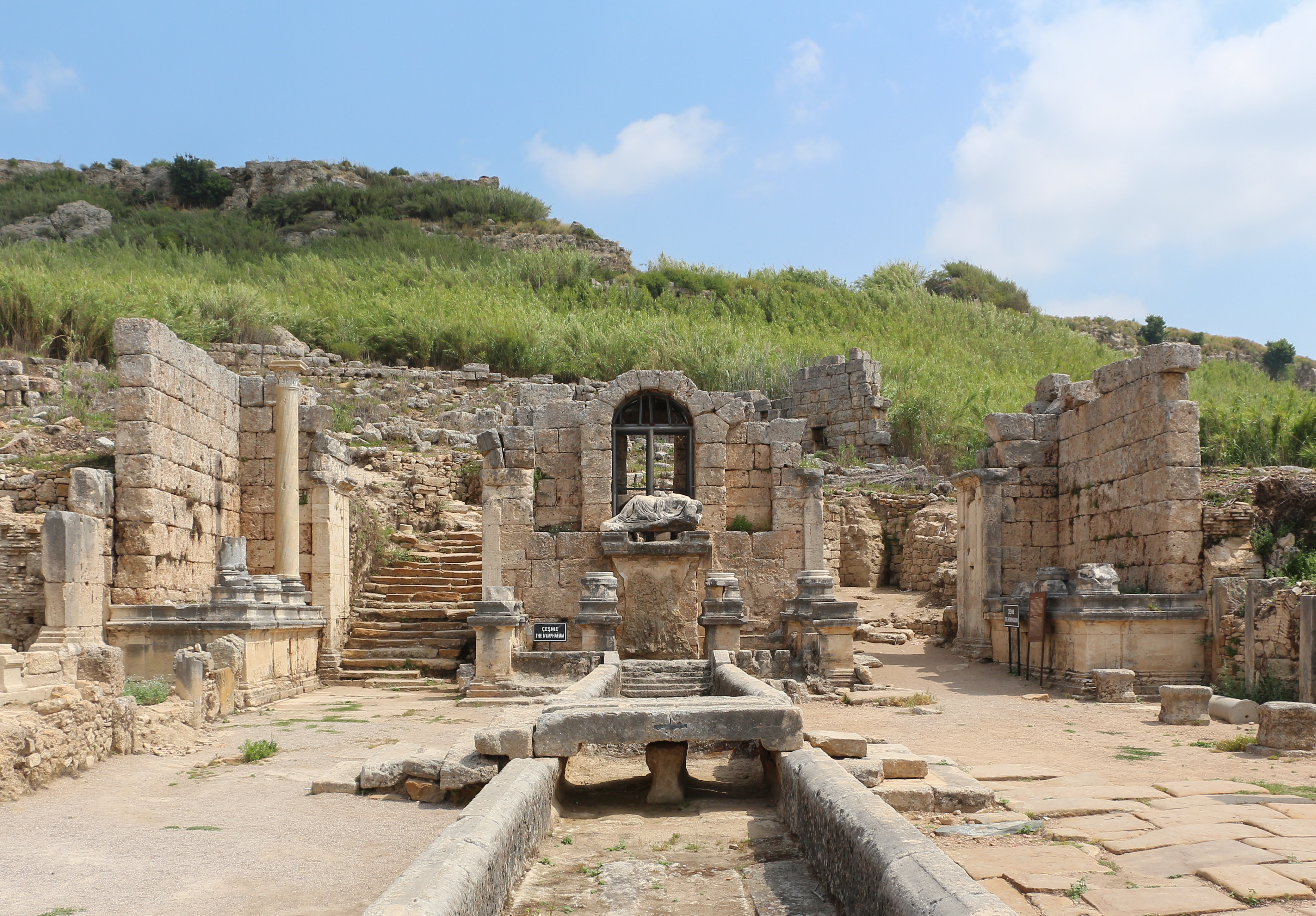
Ruinas de la calle principal de Perga, capital de Panfilia, adonde Pablo y su grupo llegaron después de navegar desde Pafos, Chipre.

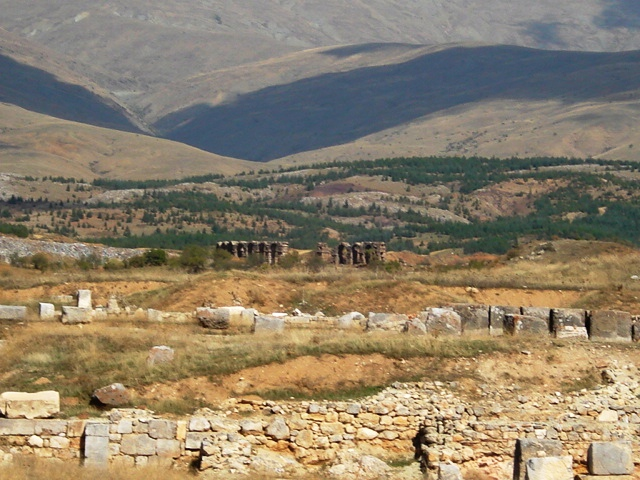
Ruinas en Antioquía de Pisidia